# Pereiro (Pinhel)
Pour les articles homonymes, voir Pereiro.
Pereiro est un village d’agriculteurs et de marchands, situé au Portugal, subdivision de la municipalité de Pinhel, sur la bordure (Beira Alta) de la frontière avec l’Espagne. 19 communes de ce pays portent ce nom. On y trouve des sépultures anthropomorphiques, les restes d’une chaussée romaine : « la route de France », et différentes traces d’un monastère de moines guerriers.

## Histoire
Son premier habitant fut un ermite du nom d'Armando, ancien chevalier templier du comte Dom Henrique, noble espagnol du royaume de León, et il ne se dédiait qu’à la méditation et à la pénitence.
L’Histoire raconte[réf. nécessaire] que deux frères, Dom Soeiro et Dom Gomez, petit-fils du comte de Salamanque, le rencontrèrent et le convainquirent de se lancer dans la libération de la région des occupants musulmans. Une place forte fut construite près de l’ermitage ce qui donna naissance à l’ordre des chevaliers templiers de São Julião do Pereiro et du village actuel.
La légende raconte[réf. nécessaire] que lors d’une bataille près du village voisin de Mangide, les chevaliers, en nombre inférieur à leur ennemi, totalement débordés, invoquèrent la Sainte Mère de les aider. Par un miracle, ils les vainquirent et les repoussèrent aux villes avoisinantes. Une chapelle fut construite pour rendre hommage à l’aide divine sur le site de la bataille, celle de Nossa Senhora da Ajuda (pt) (Notre-Dame de l’Aide). Ce fut le début de grands faits d’armes, rapidement le succès et les actes héroïques d'Armando attirèrent d’autres nobles, grossissant les rangs de l’ordre templier.
En 1167, l'Ordre militaire de Saint-Julien de Pereiro, fut reconnu par le pape Alexandre III et en 1176, le roi Ferdinand II de León leur confia la défense et le contrôle de la région et de la seule voie commerciale avec le reste de l’Europe, empruntée par les pèlerins de Saint-Jacques-de-Compostelle. En 1190, la ville de Figueira de Castelo Rodrigo leur fut offerte, comme récompense, pour avoir libéré la ville fortifiée d'Almeida, ville importante pour la défense de la frontière. 
La présence de l’ordre à Pereiro inquiétait le royaume du Portugal et afin de constituer un contrepoids à la puissance de ces chevaliers, le roi Alphonse Ier de Portugal, fit restaurer et agrandir la ville forteresse voisine de Pinhel. Leur seule présence sur un champ de bataille pouvait changer la donne, ils étaient craints de tous et faisaient preuve d'un incroyable maniement d'arme, de vrais tueurs, et d'une stratégie, encore non égalée.
L’ordre participa à la grande bataille d'Ervas Tenras (pt) près de cette ville, opposant le royaume de León et celui du Portugal, pour l’acquisition de la région. Les moines stoppèrent l’avancée portugaise, allant jusqu’à les contre-attaquer. Le départ de l’ordre pour leur nouvelle affectation dans la ville d’Alcántara, plongea le village de Pereiro dans une longue période de calme, qui ne fut même pas troublée par son incorporation dans le royaume du Portugal lors du traité de paix entre les deux royaumes.
Sa quiétude ne fut troublée que lors de la conquête napoléonienne de la péninsule Ibérique. En 1810, le général Masséna, venant de prendre la ville fortifiée d'Almeida (ce nom se trouve sur l’un des piliers de l'Arc de triomphe à Paris) décida d’installer ses postes avancés à Pereiro et les villages voisins. Le 14 novembre 1810, grâce à l’aide de la population locale et de l’armement fourni par les Anglais, le général Silveira dérouta les forces françaises et se permit d’écrire la note suivante au général Masséna :

« Illustrissime Général, soucieux de me porter à votre rencontre, j’ai marché sur vos forces se trouvant dans les villages de Pereiro, Gamelas et Valverde. Ce matin, je les ai attaqués, pensant être vos forces les plus faibles, mais bien qu’elles représentaient six escadrons d’hommes et trois de lanciers, j’ai eu la joie de les battre complètement. »

Depuis, ce village a traversé les siècles dans la paix et la pauvreté. Sous le régime dictatorial de Salazar, il donna les premiers immigrés portugais de France. Il a pu bénéficier des aides européenne depuis l'entrée du Portugal dans la CEE. Il semble s’être arrêté dans le temps et sa quiétude n’est plus dérangée que par le retour de ses enfants habitant l’étranger, à chaque été.